# عبد الحكيم حقاني
عبد الحكيم إسحاقزاي (ولد في 1967)، المعروف أيضًا باسم عبد الحكيم حقاني، هو قيادي في حركة طالبان الأفغانية ورئيس المحكمة العليا السابق ورئيس فريق التفاوض في مكتب قطر. وهو أحد الأعضاء المؤسسين لحركة طالبان وكان من المقربين من الزعيم الراحل الملا محمد عمر، ويشغل حالياً منصب القائم بأعمال وزير العدل بالإنابة منذ 7 سبتمبر 2021.

## سيرته
ولد عام 1967 في قرية باند إي تيمور في منطقة مايواند في ولاية قندهار بأفغانستان. أثناء حكم الإمارة الإسلامية، بالإضافة إلى التدريس، عمل أيضًا في محكمة الاستئناف وفي دار الإفتاء المركزية. وبعد إمارة هبة الله آخند زاده أصبح رئيساً للقضاة.
وفي سبتمبر 2020 أصبح كبير مفاوضي طالبان لمحادثات السلام في قطر مع الحكومة الأفغانية، ليحل محل شير محمد عباس ستانيكزاي الذي أصبح نائبه في فريق التفاوض المكون من 21 عضوًا.